# Москиты (роман)
«Москиты» (англ. Mosquitoes) — роман американского писателя Уильяма Фолкнера, впервые опубликованный в 1927 году. Относится к раннему периоду творчества этого автора и считается одной из его творческих неудач.

## Сюжет
Основные события романа происходят в течение четырёх дней на борту прогулочной яхты «Навсикая», где собираются представители богемы Нового Орлеана. Герои переживают всевозможные злоключения, описанные в духе фарса, но главным образом ведут пустую болтовню. Под вымышленными именами Фолкнер изобразил здесь ряд своих знакомых: писателя Шервуда Андерсона (Доусон Фэачайлд), поэта С. Л. Гилмора (Марк Фрост), художника Уильяма Спрэтлинга (Гордон), издателя Джулиуса Френда (Джулиус Кауфман). В уста персонажа по имени Дженни он вложил упоминание себя самого — загорелого невысокого человека с пляжа в Мандевилле. «Он сказал, что он по профессии лжец и хорошо на этом зарабатывает, вполне достаточно, чтобы заиметь собственный „форд“, как только он выплатит за него деньги, — рассказала Дженни. — Я думаю, он — сумасшедший, не опасный, а просто тронутый».

## Создание и оценки
Фолкнер начал работать над «Москитами» во время своего европейского путешествия в 1925 году. Он отложил эту работу на время, а летом 1926 года, вернувшись домой, возобновил её. Роман был закончен в июле или августе 1926 года и опубликован в апреле 1927 года в нью-йоркском издательстве «Бонн и Ливрайт».
Рецензенты встретили второй роман Фолкнера прохладно. «Москиты» считаются одной из самых неудачных книг писателя — в частности, из-за попытки Фолкнера подражать Олдосу Хаксли с его концепцией «романа-дискуссии». При этом они могут быть интересны как попытка показать в сатирическом духе богему Нового Орлеана и (впервые в творчестве Фолкнера) обозначить ряд эстетических проблем.